# Fekete-fehér kúszókenguru
A fekete-fehér kúszókenguru (Dendrolagus mbaiso) a Diprotodontia rendjéhez, ezen belül a kengurufélék (Macropodidae) családjához és a fakúszó kenguruk (Dendrolagus) nemhez  tartozó faj, amely 1994-ben fedeztek fel.

## Elterjedése
Új-Guinea nyugati részén előfordul.

## Élőhelye
Hegyvidéki erdőkben él.

## Megjelenése
A bundája fekete-fehér. Testhossza 52–81 centiméter, farka 40–94 centiméter hosszú. 6,5–14,5 kilogramm tömegű. A bőgése hasonlít a többi fakúszó kenguru fajhoz.

## Életmódja
Bár elsősorban a fán él, kényelmes az állatnak a föld is.

## Táplálkozása
Étrendje levelekből, gyümölcsökből áll. A fákon és a talajon táplálkozik.

## Szaporodása
Mint más fakúszó kenguru faj, a fekete-fehér kúszókenguru a párzási időszak kivételével magányos. A vemhesség 32 napig tart, a nőstény egy kölyöknek ad életet. Fogságban egy fekete-fehér kúszókenguru kölyök 305 napig marad anyja erszényében.

## Veszélyeztetettsége
A fekete-fehér fakúszókengurut a vadászata és az erdőirtás fenyegeti. A klímaváltozás hatással lehet a hegyvidéki erdőre, ahol a fekete-fehér fakúszókenguru él. Az IUCN vörös listáján kihaló félben lévő faj.